# Julio Antonio Mella
Julio Antonio Mella McPartland (La Habana, 25 de marzo de 1903-Ciudad de México, 10 de enero de 1929) fue un periodista, dirigente estudiantil y revolucionario comunista cubano asesinado en la Ciudad de México, uno de los fundadores y principales líderes del Partido Socialista Popular.

## Infancia y juventud de Mella
Mella nació en La Habana (Cuba) el 25 de marzo de 1903, fruto de la unión adúltera entre el sastre dominicano Nicanor Mella Brea y Cecilia Magdalena McPartland Reilly, irlandesa, quien nació el 26 de julio de 1882 en Lisnadaragh, condados de Cavan y Westmeath, en Irlanda. Hija de Thomas McPartland y Rose Reilly, quienes habían emigrado a los Estados Unidos en 1898 por la crisis ocurrida en su país con la cosecha de patatas.
Aún con notoria diferencia de edad, Antonio Nicanor Mella Brea se la llevó a Cuba, y con ella procreó dos hijos no reconocidos: Nicanor MacPartland, quien nació el 25 de marzo de 1903 en La Habana, y Cecilio MacPartland, quien nació el 6 de enero de 1906 también en La Habana.
La madre los declaró en 1910 como “nativos de la República de Santo Domingo”. Figuró como testigo de las declaraciones de sus nacimientos el propio Antonio Nicanor Mella Brea.  Su abuelo fue el prócer dominicano Matías Ramón Mella. Fue inscrito en el registro como Nicanor McPartland y Diez.
En 1915 viaja a Nueva Orleans junto a su hermano Cecilio y su madre. Allí se alista en el Ejército estadounidense, asegurando una edad superior a los 14 años que realmente tenía. Un amigo de su padre logró sacarlo del Ejército y le hizo regresar a Cuba, donde ingresó en la Academia Newton para cursar la enseñanza secundaria, y posteriormente solicitó matrícula en el Instituto de La Habana.
A los 17 años decide viajar a México, para matricularse en el Colegio Militar de San Jacinto, con el apoyo de su padre. Viaja en abril de 1920, pero su empeño se vio frustrado, ya que la Constitución mexicana de 1917 prohibía a los extranjeros servir en el ejército de ese país en tiempo de paz.
Regresa de nuevo a Cuba y traslada su matrícula al Instituto de Segunda Enseñanza de la provincia de Pinar del Río, donde se gradúa de bachiller, y se matricula en Derecho y Filosofía y Letras en la Universidad de La Habana. En este Centro de Altos Estudios, Julio Antonio Mella se destacó como líder estudiantil y deportista. Ingresó en septiembre de 1921 y ya en noviembre participó con su firma en un manifiesto mediante el cual los estudiantes de Derecho se oponían al nombramiento como rector honoris causa de la Universidad al general estadounidense Enoch Herbert Crowder.

## Revolucionario
Fundó la revista Alma Mater, de la cual era administrador y uno de los principales redactores. Firmaba sus artículos con el seudónimo de Lord Mc Partland. En diciembre de 1922 se funda la Federación Estudiantil Universitaria (FEU), que tuvo como primer presidente a Felio Marinello y como secretario a Mella; a mediados de 1923 Julio Antonio asumirá la presidencia.
A propuesta de Mella, el directorio de la FEU decide en marzo de 1923 celebrar el Primer Congreso Nacional de Estudiantes. Entre los más significativos acuerdos de este congreso está la creación de la Universidad Popular José Martí, inspirada en la Universidad Popular González Prada, creada por Haya de la Torre en Perú, cuyo objetivo era extender los conocimientos universitarios a los trabajadores y al pueblo. También se estableció la «Declaración de Derechos y Deberes del Estudiante», cuyo autor fue Mella, donde se establecía el deber de los estudiantes de divulgar sus conocimientos en la sociedad y especialmente entre los obreros. Este congreso se declaró contra la intromisión del gobierno de los Estados Unidos en los asuntos internos de Cuba y contra la Enmienda Platt.
En esta época surgió también la revista Juventud, de la cual Mella fue el primer director. La revista comenzó a editarse en la imprenta de los tabaqueros, donde Julio Antonio conoció a Carlos Baliño, figura destacada de las luchas independentistas del siglo XIX, junto con José Martí, y el primero en difundir las ideas socialistas en Cuba.
En 1924 crea la Liga Anticlerical e ingresa en la Agrupación Comunista de La Habana desde donde despliega un trabajo muy activo entre el proletariado. En 1925 crea la sección cubana de la Liga Antimperialista de Las Américas y fue uno de los primeros fundadores del primer partido marxista-leninista cubano junto a Carlos Baliño, José Miguel Pérez y Alfonso Bernal del Riesgo, el Partido Comunista Cubano. En diciembre de ese año lo detienen, acusado de colocar una bomba en el teatro Payret; por esta acusación se declara en huelga de hambre hasta ser liberado bajo fianza.
Debido a su activismo político, en 1926 es expulsado de la Universidad. Posteriormente se exilia en México, donde constituye la Asociación de Nuevos Emigrados Revolucionarios Cubanos (ANERC). En 1927 asiste al Congreso contra la Opresión Colonial en Bruselas, Bélgica, y posteriormente visita la Unión Soviética como delegado al IV Congreso de la Internacional Sindical.
Para este entonces, el gobierno de Gerardo Machado ordenó a la policía secreta vigilar las actividades de la Universidad José Martí, a la cual calificó de «peligroso foco de propaganda comunista»; dicha policía allanó los locales universitarios, requisando los libros y procesando a los profesores, en su gran mayoría estudiantes universitarios.

## Huelga de hambre y expulsión del Partido Comunista
Julio Antonio Mella participó en la fundación del Partido Comunista de Cuba y fue miembro de su primer Comité Central. Pero Mella demostró ser demasiado rebelde para la dirección del partido y finalmente fue expulsado del mismo.
El 31 de agosto de 1925, el secretario general del Partido, José Miguel Pérez, es detenido en una redada del gobierno, que había hecho de la erradicación de los movimientos disidentes el centro de su política interna. Durante el arresto se incautaron numerosos documentos y entre ellos la lista de los miembros del Partido que había sido fundado dos semanas antes. Pérez, que era de Islas Canarias, fue deportado inmediatamente. El Tribunal de Instrucción de la Sección Segunda de La Habana ordenó el arresto de una docena de comunistas, anarquistas, anarcosindicalistas y sindicalistas alegando que había una «conspiración para la sedición» en curso. Entre los arrestados se encontraban Carlos Baliño, José Peña Vilaboa, Alfonso Bernal del Riesgo, Rafael Sáinz, Juan Grimberg, Miguel Valdés, Venancio Rodríguez y por supuesto Julio Antonio Mella. Los detenidos fueron puestos en libertad bajo fianza.
En la madrugada del 17 de septiembre ocurrieron varias detonaciones en la taquilla del teatro Payret, ubicado en el centro de La Habana. El 27 de noviembre Mella fue detenido —supuestamente por «violar la ley de explosivos»—; se le acusaba por las explosiones del 17 de septiembre. Junto a Mella fueron detenidos otros 50 activistas políticos y líderes obreros.
El arresto de Mella puso en evidencia cuán dividido estaba el movimiento antigubernamental y en particular el movimiento comunista. La Federación Estudiantil Universitaria se distanció del asunto. Pero su ala radical creó el llamado «Comité Pro Libertad de Mella» que protagonizó protestas. Entre sus miembros estaban Rubén Martínez Villena, el médico Gustavo Aldereguía, los abogados Jorge Vivó y Orosman Viamontes y Oliva Zaldívar, esposa de Mella. Algunos exiliados venezolanos, Salvador de la Plaza, Gustavo y Eduardo Machado y Carlos Aponte (quien en mayo de 1935 moriría junto a Antonio Guiteras en el Morrillo) y que pertenecían a la Universidad Popular José Martí, fundada por Mella, también eran miembros.
El 5 de diciembre de 1925, Mella se declaró en huelga de hambre por tiempo indefinido para protestar en contra de su detención y la de sus compañeros. La noticia de la huelga de hambre llenó los titulares de los diarios en los próximos 18 días, creando una masiva ola de protestas.
El Partido Comunista de Cuba, quizá temiendo un mal desenlace, emitió un decreto prohibiendo a Mella proseguir con la huelga de hambre, que Mella desobedeció. Esto se convertiría más adelante en la razón de su expulsión del Partido: indisciplina. En realidad nunca se supo si la orden de suspender la huelga llegó hasta Mella, o si éste decidió ignorarla.
El estado de salud de Mella se deteriora y es trasladado al hospital de la prisión. El 22 de diciembre (día 17 de la huelga de hambre) sufre un ataque cardiaco. En este momento las opiniones acerca de la huelga de hambre estaban divididas. Algunos consideraban que debía interrumpirse, otros que debía incrementarse la presión sobre el gobierno.
El 23 de diciembre de 1925 el tribunal hace pública la modificación de la orden de aprehensión contra Mella y decreta su libertad provisional mediante el pago de una fianza de 1000 pesos. La orden no incluye a los demás presos, lo cual empañó de alguna manera la victoria contra el gobierno.
El «Comité Pro Libertad de Mella» y el mismo Mella llamaron a la población a continuar las protestas hasta la liberación de todos los presos. Las organizaciones de trabajadores y los sindicatos continuaron las movilizaciones hasta el 19 de enero de 1926, cuando todos los presos fueron puestos en libertad.
Entre el 10 y el 13 de enero de 1926 el Partido Comunista abrió un juicio disciplinario contra Mella por haber realizado la huelga de hambre sin permiso del Comité Central Ejecutivo (CCE). Concretamente se le acusaba de indisciplina, desobediencia a los acuerdos del CCE, asumir tácticas nocivas a los intereses del Partido, nexo personal con la burguesía en contra del proletariado y falta de un sentimiento firme de solidaridad.
Mella es expulsado en 1926 del Partido Comunista de Cuba por dos años. Un año más tarde, en enero de 1927, la instancia de mayor rango de la Internacional Comunista, el Secretariado Político, calificaba la expulsión de Mella del Partido como actitud sectaria y exigía una revisión de dicha decisión. En 1927 es readmitido en el partido.
Mella se vio obligado a huir de Cuba debido a nuevas persecuciones de parte del régimen machadista. Con un pretexto sin fundamentos fue citado nuevamente para comparecer ante un tribunal el 18 de enero de 1926. Era evidente que trataban de encarcelarlo nuevamente. Por ello, Mella decidió huir y con el apoyo decidido de sus amigos logró la fuga a bordo de un buque que se dirigía a Honduras. Llegó a su destino final, México, a principios de febrero de 1926.

## México: Confrontación con la Komintern
La noticia de la huelga de hambre de Mella traspasó las fronteras de Cuba y se propaga por toda América Latina e incluso por el mundo. En países como Bolivia, Perú y Venezuela hubo manifestaciones y los periódicos del continente informaban diariamente sobre los acontecimientos en Cuba. En México, estudiantes y organizaciones sindicales asediaron la Embajada de Cuba. A petición del senador comunista Luis G. Monzón, el senado mexicano aprobó una resolución de protesta dirigida al gobierno cubano. Se llegó, incluso, a solicitar al presidente mexicano, Plutarco Elías Calles, su intervención ante Machado.
Cuando Mella llega a México, el Partido Comunista Mexicano (PCM) afrontaba una profunda crisis interna. Entre 1925 y 1926, se había producido una ruptura entre la dirección de Xavier Guerrero, David Alfaro Siqueiros y Rafael Carrillo, y el ala derecha del partido que buscaba aliarse con sectores del gobierno de Plutarco Elías Calles, o sea el gobierno que estaba usando a la Confederación Regional Obrera Mexicana (CROM) para controlar el movimiento obrero y aplastar los movimientos independientes. En el V Congreso del PCM, en abril de 1928, Mella y su grupo llaman a reorganizar la lucha sindical contra la CROM, pero son derrotados por la dirección del partido, que los acusa de intentar una nueva dispersión de las fuerzas obreras. Todo esto sucede en vísperas del IV Congreso de la Internacional en Moscú.
La ruptura entre Trotski y Stalin se desarrolla a partir de 1924. La lucha entre dos conceptos de revolución socialista —«revolución permanente» y «revolución en un solo país»— se propaga a los «partidos hermanos» del mundo, y en México alcanzará uno de los niveles más sangrientos. El Partido Comunista Mexicano (PCM) es considerado por la Komintern el eje de la ideología soviética en América. La línea que dicta la Ciudad de México está destinada a influir en el subcontinente. Stalin tiene en México un comité central lleno de líderes fieles, pero, junto a ellos, emergen figuras peligrosamente atraídas por el trotskismo. Y es para controlarlas o suprimirlas que Vittorio Vidali —alias Carlos Contreras, Enea Sormenti, Comandante Carlos o José Díaz— es enviado a México.
En el verano de 1927, obtenido un visado por el embajador mexicano en Moscú, Ramón Denegri, Vidali emprendió el largo viaje hacia el otro lado del Atlántico, vía París y Cuba. En la isla, se quedó unos cuantos días, justo el tiempo para entrar en contacto con el aparato clandestino del Partido Comunista de Cuba, diezmado por las persecuciones del dictador Gerardo Machado. Quizá fuera casual su escala en La Habana. Sin embargo en un artículo publicado en Rebelión, Celia Hart, directora en La Habana del Museo Abel Santamaría, nos dice: «no dudaría que el Partido Comunista Cubano le haya explicado a Vidali o Contreras lo inoportuno que era este joven para los tenebrosos planes del partido». No hay que olvidar que las relaciones entre Mella y el Partido Comunista de Cuba no eran las mejores.
El mismo Trotski definió a Vidali como «uno de los más crueles agentes de la GPU en España». Para muchos Vidali era el típico hitman al servicio del Politburó soviético. Palmiro Togliatti —secretario del Partido Comunista Italiano durante casi cuatro décadas— expresó esta opinión: «Vidali es muy bueno para disparar, pero no demasiado para pensar». En resumen, Vidali es «el hombre de los trabajos sucios, el encargado de la logística de los crímenes estalinistas y de enlodar a las víctimas. Es quien encubrió a los asesinos de Andrés Nin propagando la versión de una fuga organizada por los nazis».
Mella no fue nunca un abierto partidario de Trotski, pero su deseo de derribar a Gerardo Machado en Cuba es bloqueado por Moscú continuamente: cada foco rebelde en América Latina representa un peligro para la consolidación del poder en la Unión Soviética. Apoyar un intento insurreccional en la isla significa desafiar los intereses económicos estadounidenses, y Moscú no quiere que Washington considere a la Unión Soviética una amenaza a su «patio trasero», según la Doctrina Monroe. Los partidos comunistas, en esta fase histórica, trabajan para impedir sublevaciones armadas en sus respectivas áreas de influencia.
En el IV Congreso de la Internacional Sindical, Mella conoce al comunista español Andrés Nin, quien le expone las tesis de la «Oposición de Izquierda» sobre la política de «colaboración entre las clases» impulsada por Stalin y Bujarin. De inmediato, el dirigente comunista argentino Victorio Codovilla exige la expulsión de Nin. Mella comparte la postura de Nin pero no puede apoyarlo, porque se aislaría, ni quiere hacerse cómplice de la expulsión; así, decide mantenerse al margen y Codovilla emprende una campaña contra Mella.
En julio de 1928, apoyado por delegados obreros y campesinos, Mella, junto a Diego Rivera, gana la votación y los dirigentes de la Internacional Comunista son obligados a permitir el nacimiento de la Confederación Sindical Unitaria de México que se opondría a la oficialista CROM. Esto no fue del agrado de Moscú.
En septiembre de 1928, la derecha del PCM pide la expulsión de Mella por «el crimen de trabajar contra la línea del partido». Apoyan la moción Xavier Guerrero, Rafael Carrillo y Vittorio Vidali.
Mella es destituido del comité central y aislado. Ante la prohibición absoluta de organizar una expedición a Cuba, suspende su colaboración con el partido y sigue con su proyecto. En diciembre de 1928, un mes antes de su asesinato, durante una acalorada reunión en la calle de Mesones, la última en la que Mella participa, Vidali pierde el control y se acerca al cubano gritándole: «No lo olvides nunca: de la Internacional se sale de dos maneras, ¡o expulsado o muerto!»
Es obvio que Vidali tenía la misión de disciplinarlo, lo cual, por supuesto, no prueba que lo matase, pero el asesinato nunca fue aclarado del todo y una investigación que pretende ponerle el punto final, no hace más que aumentar la suspicacia del lector atento.

## Asesinato frente a testigos

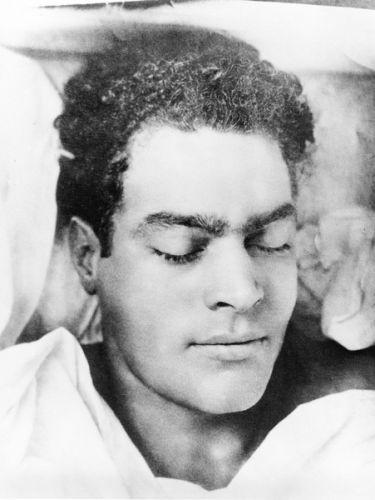
Fotografía tomada por Tina Modotti de Julio Antonio Mella en su lecho de muerte.

Julio Antonio Mella fue asesinado la noche del 10 de enero de 1929 en la esquina de Abraham González con Morelos, de dos tiros de revólver calibre 38 (que por cierto era el tipo de arma que Vittorio Vidali usualmente portaba): la primera bala atravesó el codo izquierdo y el intestino, la segunda perforó un pulmón. El juez Alfredo Pino Cámara interroga a Tina Modotti y «la sorprende en varias contradicciones»: Modotti declaró que quien disparó desde un automóvil en la oscuridad lo hizo mientras ella caminaba tomada del brazo izquierdo de Mella, algo imposible porque la primera bala lo hirió en ese brazo, y no pudo ser un acto sorpresivo porque Mella corría tratando de escapar.

Hubo tres testigos de los hechos: el panadero Luis Herberiche, quien se encontraba en la puerta de su panadería, y los jóvenes Anacleto Rodríguez y José Flores, que estaban a la puerta de su casa en Abraham González. Los tres afirman que vieron «a tres personas, dos hombres y una mujer», avanzando desde Bucareli y discutiendo animadamente, y que uno de los dos hombres sacó una pistola y disparó mientras el otro corría hacia delante. En el careo con Tina Modotti, Herberiche declaró
«No tengo ningún motivo para engañar a la justicia. Soy un comerciante al que no le gusta verse implicado en estos hechos. Siento mucho desmentir a la señora, pero lo que dije es la verdad y lo sostengo».
Tina Modotti fue considerada como sospechosa, en el supuesto que conocía al asesino o era su cómplice. Pero esto hizo que el caso derivara hacia un motivo pasional, el clásico triángulo, lo cual de alguna manera funcionó como cortina de humo.
Obsérvese que la versión según la cual Mella es ultimado por los sicarios de Machado no tiene otra base que la suministrada por los mismos involucrados. Incluso las últimas palabras de Mella son recogidas por Tina Modotti.
La policía, no obstante, decide descartar las declaraciones de tres testigos en favor de la de Modotti debido a que era «imposible que unos vecinos hayan podido ver lo que dicen haber visto el jueves un poco después de las nueve, ya que la luna era muy pequeña y baja» No debe descartarse el factor de influencia que las gestiones de Diego Rivera (quien era amigo personal del Presidente) a favor de Modotti tuvieron en este resultado.
Asimismo, es el propio presidente de México quien el 16 de enero (sólo 6 días después) ordena mediante decreto el cierre de las pesquisas. ¿Quién mató a Mella? La versión política se impone: unos fantasmagóricos agentes enviados desde La Habana, a quienes nadie vio y ningún testigo pudo ubicar en la escena del crimen, lo hicieron. La policía se deslinda del problema remitiéndolo al extranjero. Los comunistas tienen un mártir. Tina Modotti queda libre de sospechas.
En 1941, pocos meses antes de su muerte, Tina Modotti dijo lo siguiente de Vittorio Vidali a Jesús Hernández, que había sido ministro del gobierno republicano español: «No es más que un asesino, y me arrastró a un crimen monstruoso. Lo odio con toda mi alma. Pero estoy obligada a seguirlo hasta el final. Hasta la muerte»
De Tina Modotti dijo Celia Hart: «no le perdono que teniendo la fina sensibilidad de una artista y habiendo sido amada por el hombre más bello, inteligente y revolucionario de su tiempo, se hubiese ligado al oscuro Vidali. Pero Mella y no Vidali es el que está fresco y más vivo que nunca. Vidali permanecerá helado y siempre con mal olor»
Irónicamente la muerte de Tina Modotti se produjo en un taxi la noche del 5 de enero de 1942, por «congestión visceral generalizada», como reza el acta de defunción, y no por un «ataque del corazón» como siempre dijo Vittorio Vidali. La «congestión» sirvió a la prensa para anunciar en primera plana: «ENVENENADA TINA MODOTTI, TÍPICA ELIMINACIÓN ESTALINISTA». Nunca se supo realmente de qué murió Tina Modotti.
Es muy probable que el misterio del asesinato de Mella no se esclarezca nunca. Cabe señalar que Celia Hart no descartó que el crimen fuese cometido por los estalinistas. El asesinato de Mella ilustra la complejidad de aquellos tiempos y muestra la habilidad de Vidali para cubrir sus huellas y entorpecer las pesquisas. Oficialmente, José Agustín López (de quien se dice no tenía ninguna afiliación política) fue acusado del homicidio, pero otros dos conocidos pistoleros, Jose Magriñat y Antonio Sanabria fueron también considerados sospechosos. Magriñat fue arrestado pero más tarde puesto en libertad. Fue ultimado a balazos en Cuba por los comunistas en 1933, quizá atando un cabo suelto.

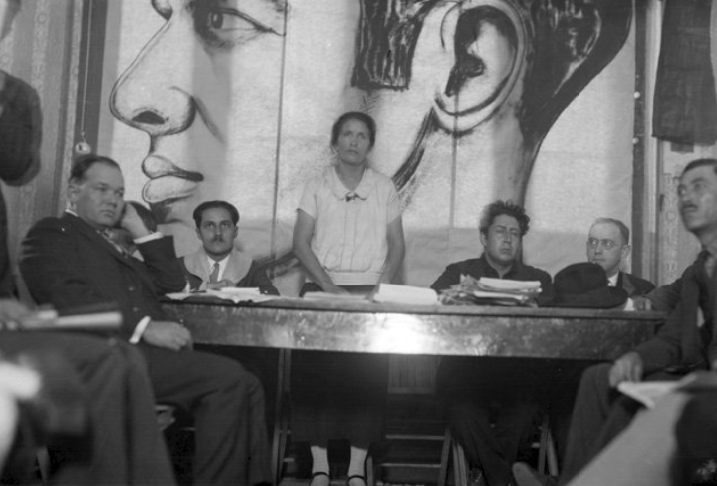
David Alfaro Siqueiros y personalidades presiden homenaje a Julio Antonio Mella hacia 1930.

El cómo estos hombres de Machado pudiesen haber operado independientemente en un ambiente tan altamente politizado como el de Ciudad de México de aquel entonces nunca ha sido explicado. Para añadir aún más misterio, según fuentes, Magriñat y Diego Rivera, quien acababa de regresar de Cuba, habían alertado a Mella de que estaba en peligro.

## Sepelio
Los restos de Julio Antonio Mella fueron incinerados en el Panteón Francés de la capital azteca y después se organizó la despedida de las cenizas en el Anfiteatro Bolívar de la Escuela Nacional Preparatoria, anexa a la Universidad Autónoma de México. Sus cenizas fueron trasladadas a Cuba el 29 de septiembre de 1933. En Cuba el Partido Comunista cubano intentó sepultar sus cenizas en el Parque de la Fraternidad en La Habana, sin permiso del gobierno. El Secretario (ministro) de Gobernación Antonio Guiteras negó el permiso para ese acto, y el ejército y grupos aliados al gobierno (ABC Radical, Pro Ley y Justicia, Ejército Caribe) dispersaron la manifestación de las honras fúnebres con violencia, con un saldo de 30 muertos (incluido un niño de 13 años) y casi 100 heridos. Sus cenizas no fueron sepultadas allí y quedaron al cuidado del partido comunista. Desde el 10 de enero de 1976 sus cenizas descansan en un monumento erigido a su memoria, próximo a la escalinata de la Universidad de La Habana.